# Velandasten

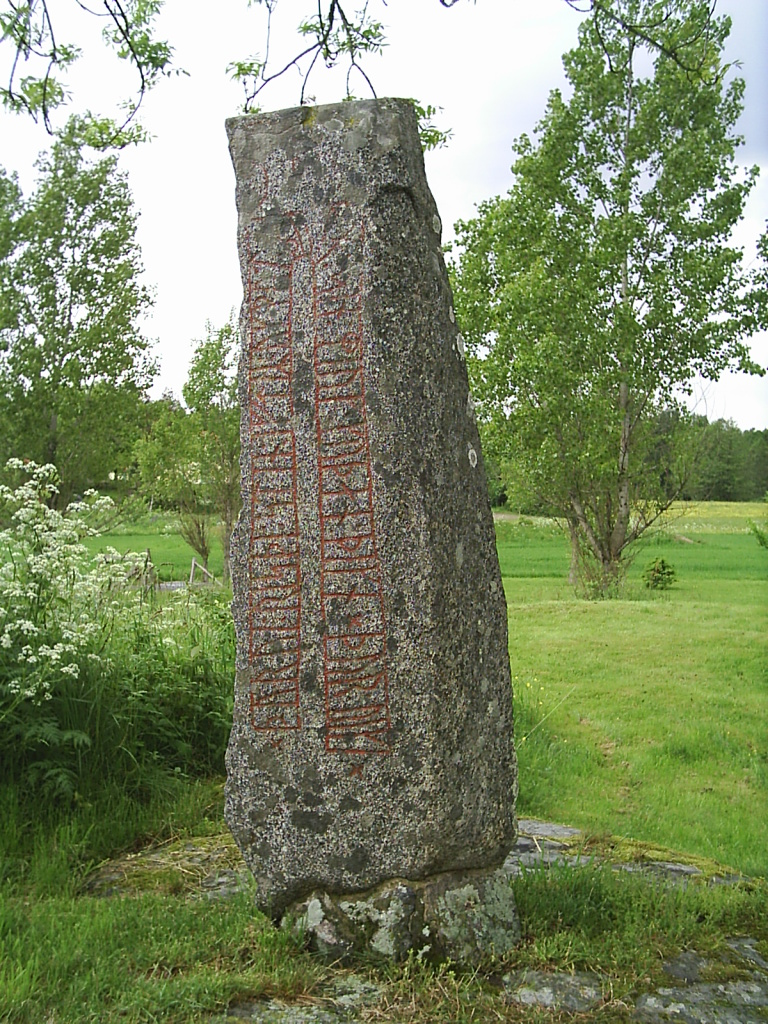
Velandasten

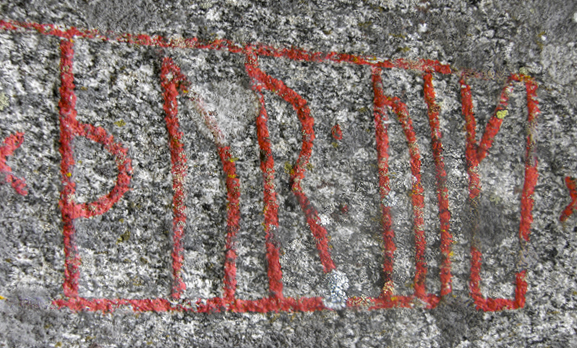
Runensequenz mit der Weiheformel þur : uiki

Der Velandasten (Vg 150) ist ein Runenstein aus der Wikingerzeit aus dem späten 10. Jahrhundert, beziehungsweise um die Jahrtausendwende. Er steht in Skattegården westlich der Straße 42, südlich von Väne-Åsaka in der Trollhättans kommune in Västergötland in Schweden.
Der Stein wurde in den 1910er Jahren als Verbauung in einer Mauer in unmittelbarer Nähe des heutigen Aufstellungsplatz entdeckt. Der ursprüngliche Herkunftsort ist unklar, wird jedoch mutmaßlich im näheren Umfeld bei Velanda zu verorten sein. Der 1,9 m hohe Stein aus Gneis hat eine durchschnittliche Breite von 0,4 bis 0,5 m und weist eine Stärke von 0,25 bis 0,5 m auf. Die Verzierung besteht aus einem geraden, oben gebogenen Runenband, entsprechend der schmalen hohen Form des Steines. Die Oberseite ist mit einem Adlerkopf gekrönt. Die Inschrift im jüngeren 16-typigen Futhark ist rechtsläufig mit 9 bis 12 cm hohen Runen ausgeführt.
× þurui : risþi : stin : iftiR : ukmut : buta : sin : miuk : kuþan : þikn × þur : uiki ×
Þyrvé reisti stein eptir Ôgmund, bónda sinn, mjôk góðan þegn. Þórr vígi.
Þyrvé errichtete den Stein zum Gedenken an Ôgmundr, ihren Ehemann, ein sehr guter Þegn. Þórr (Thor) weihe (die Runen, den Stein?).
Dem Stein fehlt das christliche Kreuz und die entsprechende Widmung. Er scheint für einen heidnischen Mann aufgestellt worden zu sein. Der Anruf des Gottes Thor (þur : uiki) macht den Stein in Schweden nahezu einzigartig. Es gibt nur zwei ähnliche Anrufe Thors auf Runensteinen in Schweden: Ög 136 in Rök und Sö 140 in Ludgo. Dänische Runensteine, die Anrufungen oder Widmungen an Thor beinhalten, sind häufiger; darunter DR 110 von Virring, DR 209 von Glavendrup und DR 220 von Sønder Kirkeby.
Das Wort þegn hat in den wikingerzeitlichen Inschriften eine breitere Bedeutung, die gegenwärtig in der Forschung unterschiedlich bewertet und gedeutet wird. Demnach wird in dem Begriff die Bezeichnung für einen „freien Mann“, „Landbesitzer“ oder als der eines (adeligen) „Gefolgsmannes“ gesehen.